# Мексикано-сальвадорские отношения
Мексикано-сальвадорские отношения — двусторонние дипломатические отношения между Мексикой и Сальвадором. 

## История
Во время испанской колонизации оба государства были частью вице-королевства Новая Испания. В 1821 году Мексика получила независимость от Испании и большинство стран Центральной Америки (в том числе Сальвадор) вошли в состав Первой Мексиканской империи во главе с императором Агустином Первым. В 1823 году Первая Мексиканская империя распалась и Сальвадор стали частью Соединённых Провинций Центральной Америки. В 1838 году Соединённые Провинции Центральной Америки прекратили своё существование и Сальвадор стал  независимым государством. В 1838 Сальвадор и Мексика установили дипломатические отношения. В 1917 году обе страны открыли дипломатические миссии в столицах друг друга, а в 1943 году открыли посольства.
С 1979 по 1992 год в Сальвадоре  была гражданская война. Во время войны несколько тысяч сальвадорцев бежали в Мексику, где многие остались жить или продолжили путь в США. В 1992 году сальвадорское правительство и Фронт национального освобождения имени Фарабундо Марти подписали мирное соглашение в Мехико, известное как Чапультепекские мирные соглашения, что привело к прекращению гражданской войны. Обе страны сотрудничают в борьбе с незаконным оборотом наркотиков и бандитизмом, в том числе противодействуют Бригаде сальвадорских бродячих муравьёв .

## Торговля
В июне 2000 года Мексика и Сальвадор подписали соглашение о свободной торговле, которое вступило в силу в 2001 году. В 2014 году объем двусторонней торговли между Сальвадором и Мексикой составил сумму в 731 000 000 долларов США.